# Siderisk omloppstid
Siderisk omloppstid är den tid det tar för en himlakropp att gå ett varv runt en central kropp, exempelvis för en planet att gå runt solen eller en satellit att återvända till samma position i omloppsbanan, sett i förhållande till stjärnornas positioner (som tänks markera fasta positioner i rymden). Den sideriska omloppstiden kan anses vara himlakroppens verkliga omloppstid.
Omloppstiden i förhållande till solen, sett från jorden, kallas synodisk omloppstid.  Den skiljer sig från den sideriska omloppstiden därför att även jordens banrörelse runt solen är inblandad.

## Omloppstider i solsystemet
Tabellen nedan anger planeternas och några dvärgplaneters omloppstider. Först anges den sideriska omloppstiden i (jord)år.  Därefter den synodiska omloppstiden i först år, sedan dygn.
|           | Sid. P. (å) | Syn. P. (å) | Syn. P. (d) |
| Merkurius | 0,241       | 0,317       | 115,9       |
| Venus     | 0,615       | 1,599       | 583,9       |
| Jorden    | 1           | —           | —           |
| Månen     | 0,0748      | 0,0809      | 29,5306     |
| Mars      | 1,881       | 2,135       | 780,0       |
| Ceres     | 4,600       | 1,278       | 466,7       |
| Jupiter   | 11,87       | 1,092       | 398,9       |
| Saturnus  | 29,45       | 1,035       | 378,1       |
| Uranus    | 84,07       | 1,012       | 369,7       |
| Neptunus  | 164,9       | 1,006       | 367,5       |
| Pluto     | 248,1       | 1,004       | 366,7       |
| Eris      | 557         | 1,002       | 365,9       |
| Sedna     | 12050       | 1,00001     | 365,1       |